# Roasio
Roasio (Roaso in piemontese, pronuncia [rwazʊ]) è un comune italiano di 2 172 abitanti della provincia di Vercelli in Piemonte.
Si tratta di un comune sparso e la sede comunale si trova in località San Maurizio. Il territorio si divide in cinque frazioni principali, a loro volta suddivise in località o cantoni.

## Geografia fisica
Il territorio di Roasio è situato ai piedi della catena collinare prealpina ed è attraversato dal torrente Rovasenda. Il comune, situato a 40 km a nord di Vercelli è formato dalle frazioni di San Maurizio, Santa Maria, Sant'Eusebio, San Giorgio e Corticella. Nel territorio del comune è presente un'exclave, di cui fa parte la frazione di Castelletto Villa, raggiungibile solo attraverso il comune di Villa del Bosco. Nei pressi di questa frazione si trova il Lago Ravasanella, che sbarra alcuni rami sorgentizi del Torrente Rovasenda e la cui parte più a monte sconfina nei territori comunali di Sostegno e di Curino (BI). Oltre al Rovasenda (che in questo zona prende il nome di Giara), i principali corsi d'acqua che interessano Roasio sono i torrenti Guarabione (che nasce presso il confine con Brusnengo) e Marchiazza, il quale segna invece per un alcuni km il confine con Gattinara.
Il sottosuolo del territorio di Roasio è alternato da strati di argilla, di caolino e di pietra da calce. Questo ha caratterizzato l'occupazione della popolazione che si è impiegata inizialmente nell'attività estrattiva, di cava e delle Fornaci. In seguito nel settore edile, esportato con successo soprattutto all'estero (vedi “Museo dell'Emigrante” a Roasio).
 La conformazione del comune e la composizione del terreno favoriscono una agricoltura di qualità, incentrata sulla coltivazione di frutteti e vigneti in collina (vino D.O.C. Bramaterra) e su quella del riso in pianura.

## Origini del nome
Il toponimo Roasio (Rovaxidam, Rovaxidum, Rovasij, Rovasio o Rovasino) è di incerto significato, così come l'origine di questo insediamento, frazionato in piccoli borghi sulle diverse colline presenti sul territorio.

## Storia
I primi riferimenti documentari certi che menzionano il Territorio di Roasio, risalgono agli Atti dell'Imperatore Ottone III del 7 maggio 999 ed al suo Diploma del 1º gennaio 1000, in cui i Boschi di Roasio (Silvam Rovaxidam) vengono donati alla Chiesa di Vercelli. Compare poi in un Atto del 1190 in cui si riferisce al “pontem castri Rovasij”.
La storia dei vari agglomerati urbani presenti sul territorio comunale, nasce e si sviluppa principalmente attorno alle Chiese più antiche, ancor oggi esistenti, pur se modificate nel corso dei secoli.
Il 9 agosto 1944 il paese fu teatro del più efferato e violento eccidio nazifascista che ebbe luogo nella provincia vercellese. Ventidue uomini, una dozzina dei quali appositamente portati a Roasio come ostaggi, vennero fucilati sulla piazza o impiccati ai balconi del municipio e ai pali del telegrafo dai tedeschi e dai repubblichini.

### Simboli
Lo stemma e il gonfalone del comune di Roasio sono stati concessi con decreto del presidente della Repubblica del 6 ottobre 1975.
Lo stemma è partito: nel primo, di verde, cinque scettri d'oro, ordinati 2, 1, 1, simboleggiano le frazioni che compongono il Comune; nella seconda partizione, d'azzurro, una banda d'argento, fluttuosa del campo, rappresenta il torrente Giara (o Rovasenda), attraversata da una pianta di vite fruttata di due grappoli d'uva d'oro, indicanti la coltivazione prevalente del luogo.
Il gonfalone è un drappo partito di azzurro e di verde.

## Monumenti e luoghi d'interesse
- Chiesa di Santa Maria, nella frazione di Roasio Santa Maria, indicata nel 1054 con il toponimo di Rovaxuinum vetus
- Chiesa dei Santi Maurizio e Rocco, della seconda metà del XII secolo, vanta un Campanile in struttura romanica, restaurato nel 1979. Affrescata nel 1703 con figure di Apostoli, Evangelisti e con l'Allegoria delle Virtù ed Arti Nobili, presenta al suo interno un pavimento in quarzite con mosaici, realizzato nel 1988 ed affreschi del ‘400 e ‘500
- Santuario di Santa Maria Assunta dei Cerniori: è un bell'esempio di Architettura Sacra in stile Gotico lombardo, terminata nel 1488, ben conservata sia all'interno (affreschi con “Le Storie dei Santi” del 1518), che all'esterno
- Pieve di Sant'Eusebio de' Pecurili: dopo un primo restauro, nel 1770 questa chiesa fu abbandonata. Venne riaperta al culto in occasione del restauro dell'affresco absidale, avvenuto nel 1978. Sulla facciata sono ancora parzialmente leggibili affreschi gotici
- Chiesa di Sant'Eusebio, nella frazione di San'Eusebio, realizzata tra il 1668 ed il 1718, in Barocco piemontese
- Chiesa di San Rocco, nella frazione di Castelletto Villa, del XVII-XIX secolo, con il pregevole e raro organo del 1799, ora restaurato, e le Pale Seicentesche
- Chiesa di San Giorgio, nella frazione di San Giorgio;
- Chiesa di San Pietro Martire, nella frazione di Noca, ove si può ammirare il Trittico di affreschi del secolo XV, raffiguranti la “Madonna in Trono con Bambino, San Cristoforo e Sant'Antonio Abate”, originariamente provenienti da una attigua Cappella abbandonata
- Resti della Torre a pianta quadrata, databile al XII-XIII secolo, che si ergeva sulla collina sovrastante la Frazione di San Maurizio. Andata in gran parte distrutta dagli Spagnoli unitamente all'attiguo Forte, raso al suolo il 7 febbraio 1558 in seguito alla Guerra tra l'Imperatore Carlo V e il re di Francia Francesco I
- Museo dell'emigrante di Roasio
- Riserva naturale orientata delle Baragge

## Società

### Evoluzione demografica
Abitanti censiti

## Amministrazione

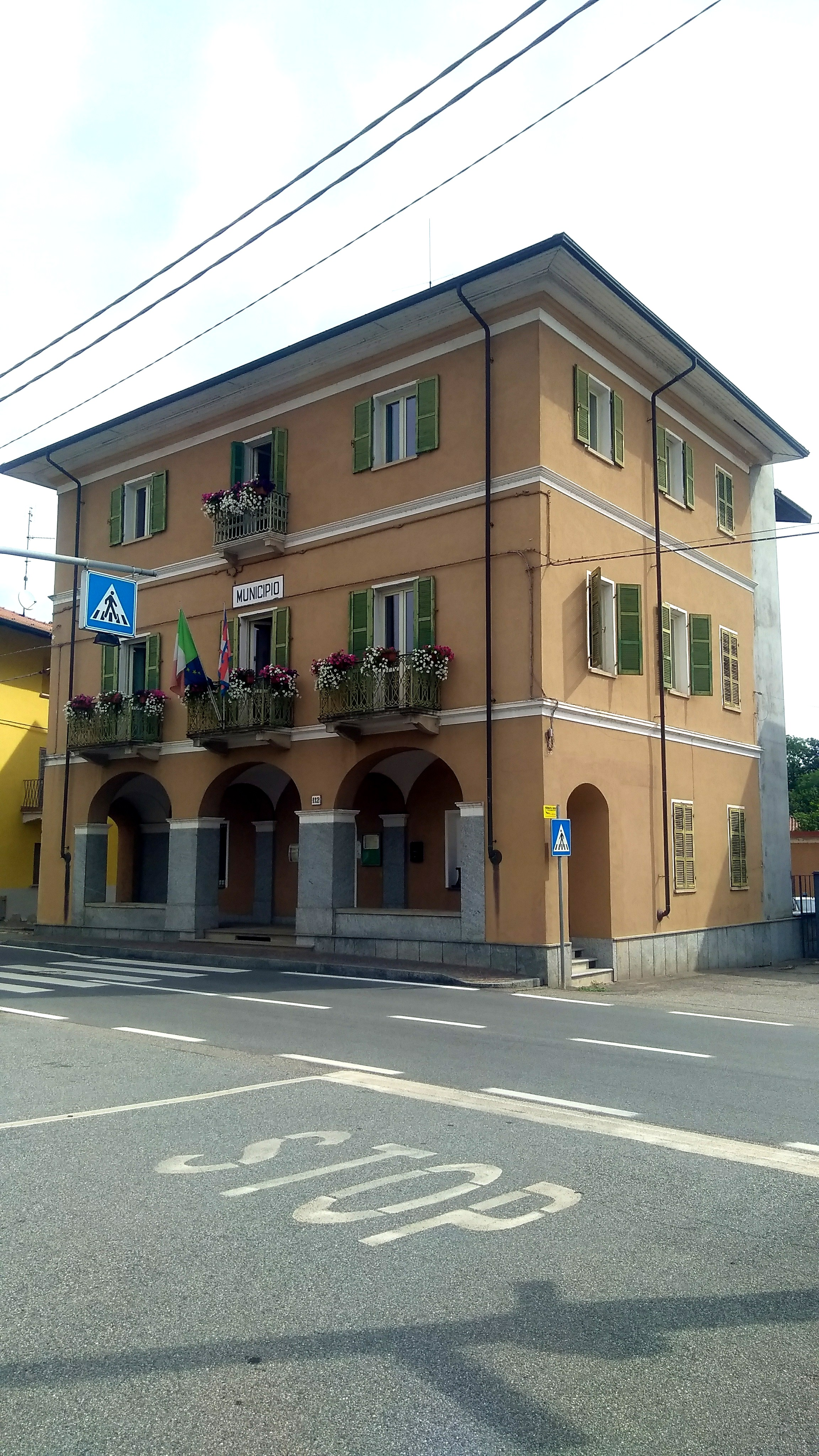
Il municipio

Di seguito è presentata una tabella relativa alle amministrazioni che si sono succedute in questo comune.
| Periodo        | Periodo        | Primo cittadino       | Partito                                   | Carica  | Note   |
| -------------- | -------------- | --------------------- | ----------------------------------------- | ------- | ------ |
| 10 giugno 1985 | 22 maggio 1990 | Antonio Taraboletti   | Democrazia Cristiana                      | Sindaco | [ 10 ] |
| 22 maggio 1990 | 24 aprile 1995 | Antonio Taraboletti   | Democrazia Cristiana                      | Sindaco | [ 10 ] |
| 24 aprile 1995 | 14 giugno 1999 | Ubaldo Gianotti       | lista civica                              | Sindaco | [ 10 ] |
| 14 giugno 1999 | 14 giugno 2004 | Antonio Taraboletti   | lista civica                              | Sindaco | [ 10 ] |
| 14 giugno 2004 | 8 giugno 2009  | Ubaldo Gianotti       | lista civica                              | Sindaco | [ 10 ] |
| 8 giugno 2009  | 25 maggio 2014 | Ubaldo Gianotti       | lista civica                              | Sindaco | [ 10 ] |
| 26 maggio 2014 | in carica      | Gianmario Taraboletti | lista civica Uniamoci per la nostra terra | Sindaco | [ 10 ] |